# Liste der Baudenkmäler in Pottenstein (Oberfranken)
Auf dieser Seite sind die Baudenkmäler in der oberfränkischen Stadt Pottenstein zusammengestellt. Diese Tabelle ist eine Teilliste der Liste der Baudenkmäler in Bayern. Grundlage ist die Bayerische Denkmalliste, die auf Basis des Bayerischen Denkmalschutzgesetzes vom 1. Oktober 1973 erstmals erstellt wurde und seither durch das Bayerische Landesamt für Denkmalpflege geführt wird. Die folgenden Angaben ersetzen nicht die rechtsverbindliche Auskunft der Denkmalschutzbehörde.

## Ensembles

### Ensemble Altstadt Pottenstein

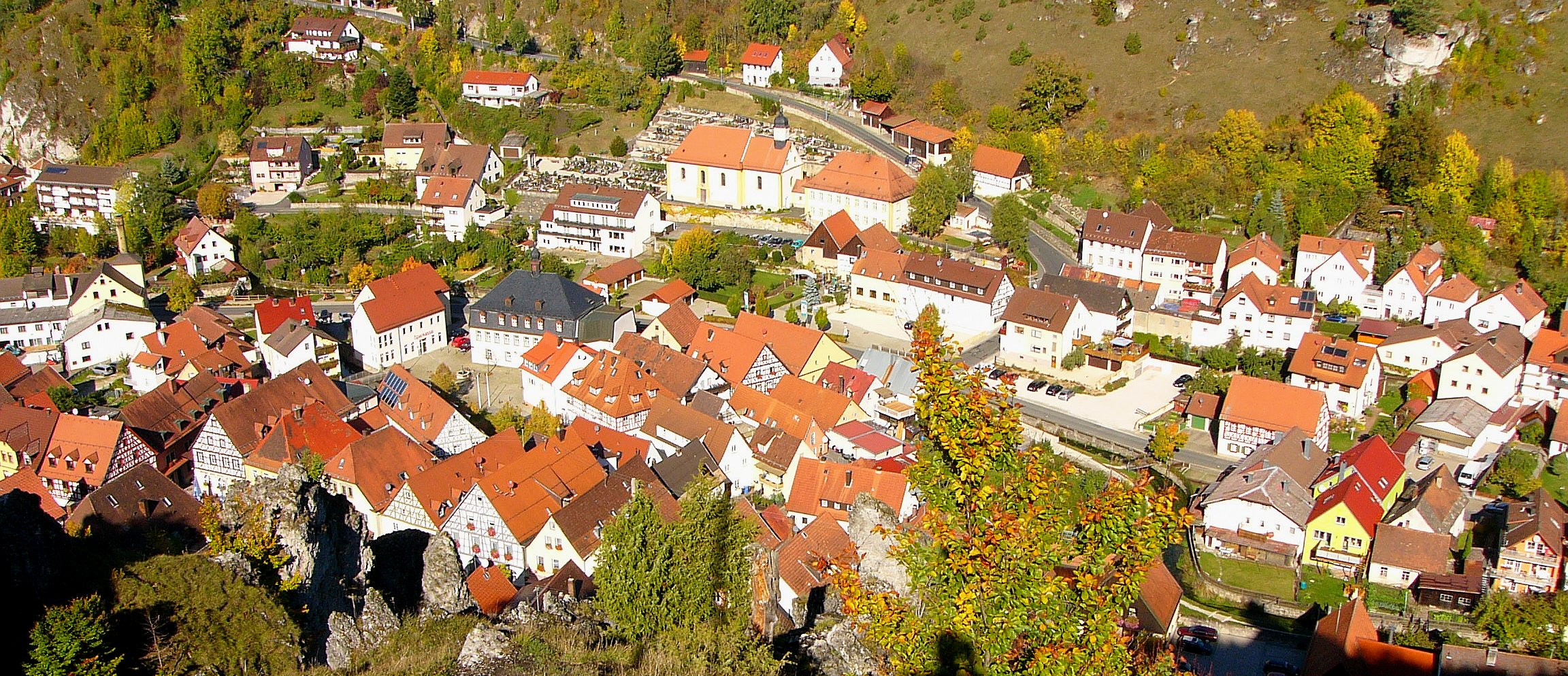
Altstadt Pottenstein

Die im Anschluss an die Burg entstandene Siedlung (Lage) wurde Anfang des 14. Jahrhunderts zur Stadt erhoben. Die beherrschende Burganlage und die ihr zu Füßen liegende Stadt bilden ein zusammenhängendes Ganzes, wie die gemeinsame, in großen Teilen noch erhaltene Umfassungsmauer zeigt. Dem Stadtgrundriss liegt ein T-förmiges Straßengefüge zugrunde. Im Bereich des Marktplatzes zweigt die Fischergasse von der von Ost nach West verlaufenden Hauptstraße ab. Dieser Grundform entsprechend besaß die Stadt ursprünglich drei, heute nicht mehr vorhandene Tore. Beide Straßenzüge sind durch geschlossene Reihen tiefer, mit giebelständigen Häusern bebauten Parzellen begleitet. Die zumeist in Fachwerk über gemauertem Erdgeschoss ausgeführten Bürgerhäuser des 18./19. Jahrhundert – in der Fischergasse in gestaffelter Anordnung – ergeben eindrucksvolle Straßenbilder. Die wenigen eingefügten Neubauten sind in den meisten Fällen in der Maßstäblichkeit angepasst. Aufgrund der Hanglage am nördlichen Fuß des Burgberges sind in der Hauptstraße die Häuser der südlichen Zeile etwas erhöht gelegen und zum Teil über Treppen zu erreichen. Der Kirchenbezirk ist mit der Hauptstraße unmittelbar verbunden: die erhöht liegende Kirche wendet ihre Langseite dem Straßenraum zu. Nach Süden ist sie umrahmt von Pfarr-, Mesner- und Kantoratshaus. Aktennummer: E-4-72-179-1.

## Stadtbefestigung

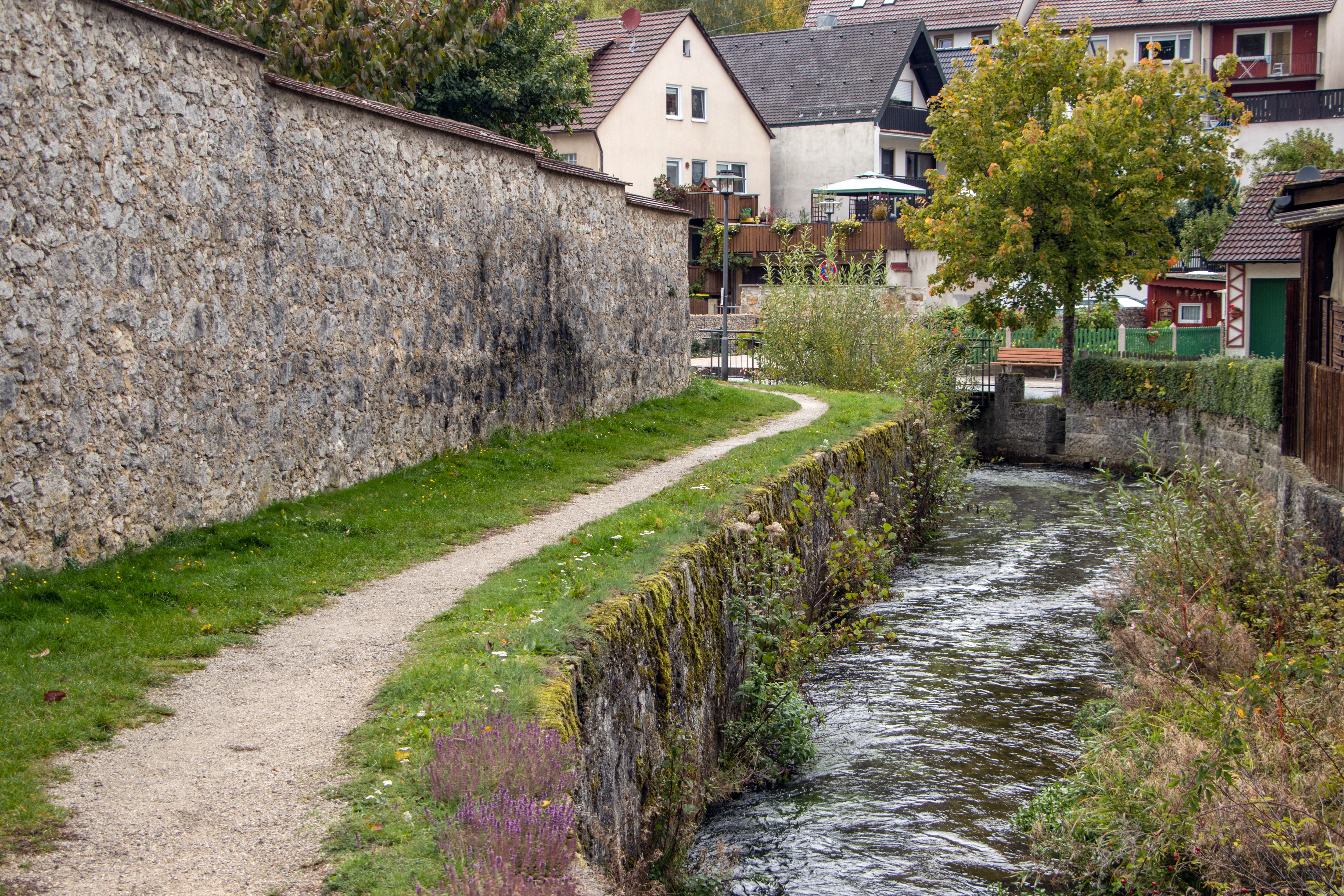
Stadtmauer mit Püttlach

Die Stadtmauer Pottensteins ist im Kern im 14. Jahrhundert entstanden und noch teilweise erhalten. Der ostwestlich gerichtete ovale Bering war bis zum frühen 19. Jahrhundert mit Torhäusern an der Bayreuther Straße und an den beiden Enden der Hauptstraße versehen. Zwischen ehemaligem Oberem Tor und Burg ist hinter den Häusern Hauptstraße 42–18 (gerade Nummern) und Kirchplatz 6 ein Mauerzug in Resten, von da an durchgehend, erhalten. Der nordöstliche Mauerzug zwischen dem ehemaligen Oberen Tor und dem ehemaligen Pfistertor, jetzt zwischen den Häusern Hauptstraße 43 und Fischergasse 16, hat noch eine Höhe von bis zu vier Metern und weist Schießscharten auf. Zwischen ehemaligem Pfister- und ehemaligem Unterem Tor sind nur zwei Mauerabschnitte bei Haus Fischergasse 11 zwischen der Brauerei und Hauptstraße 7 erhalten. Aktennummer: D-4-72-179-1.

## Baudenkmäler nach Gemeindeteilen

### Pottenstein
| Lage                                                                                      | Objekt                                               | Beschreibung | Akten-Nr.               | Bild                     |
| ----------------------------------------------------------------------------------------- | ---------------------------------------------------- | --- | ----------------------- | ------------------------ |
| Alte Bayreuther Straße (Standort)                                                         | Bildstock                                            | Kalksteinstele mit Aufsatz und gusseisernes Kruzifix, 18./19. Jahrhundert | D-4-72-179-60           | BW                       |
| Am Stadtgraben 17 (Standort)                                                              | Wohnhaus                                             | Traufständiger, zweigeschossiger Satteldachbau mit Fachwerkobergeschoss, um 1800 | D-4-72-179-2            | weitere Bilder           |
| Am Stadtgraben 18 (Standort)                                                              | Eckhaus                                              | Wohnhaus, giebelständiger, zweigeschossiger Satteldachbau mit Fachwerkgiebel, Keilstein bezeichnet „1767“ | D-4-72-179-3            | BW                       |
| Burgstraße 6; Löhrgäßchen 8; Nähe Burgstraße; Pegnitzer Straße 23; Schloßleite (Standort) | Heiligenhäuschen                                     | Sogenannte Hoffmannskapelle, flach gedeckter quadratischer Bau aus Kalkstein, Sockel bossiert, bezeichnet „1847“ | D-4-72-179-58           | Heiligenhäuschen         |
| Burgstraße 13 (Standort)                                                                  | Burg Pottenstein                                     | Gründung des 11. Jahrhunderts, Oberburg: Unterbau des ehemaligen Bergfrieds, 12./13. Jahrhundert und Palas, zweigeschossiger Satteldachbau, wohl 15. Jahrhundert, über älterem Kern; ehemaliges Zeughaus, Schütthaus, zweigeschossiger Satteldachbau mit Fachwerkobergeschoss, 1580–81; Unterburg: Vogthaus, zweigeschossiger Satteldachbau, bezeichnet 1693; Zugang zur Oberburg, Aufgang auf Stützbögen, im oberen Bereich kreuzrippengewölbt, Ende 17. Jahrhundert; Ringmauer, um den Burgbezirk herumführend, mittelalterlich | D-4-72-179-4            | weitere Bilder           |
| Fischergasse 1 (Standort)                                                                 | Ehemalige Reussenmühle                               | Zweigeschossiger Satteldachbau mit Fachwerkobergeschoss, bezeichnet „1766“ | D-4-72-179-5            | weitere Bilder           |
| Fischergasse 5 (Standort)                                                                 | Eckhaus                                              | Zweigeschossiger Walmdachbau mit Fachwerkobergeschoss, Türgewände mit Voluten, bezeichnet „1799“ | D-4-72-179-6            | weitere Bilder           |
| Fischergasse 9 (Standort)                                                                 | Wohnhaus                                             | Giebelständiger, zweigeschossiger Satteldachbau, Obergeschoss und Giebel Fachwerk, um 1790 | D-4-72-179-7            | weitere Bilder           |
| Fischergasse 11 (Standort)                                                                | Wohnhaus                                             | Zweigeschossiger, giebelständiger Satteldachbau, Fachwerkgiebel verputzt, erste Hälfte 19. Jahrhundert | D-4-72-179-8            | weitere Bilder           |
| Fischergasse 17 (Standort)                                                                | Wohnhaus                                             | Zweigeschossiger Satteldachbau mit Fachwerkobergeschoss, bezeichnet „1756“ | D-4-72-179-10           | weitere Bilder           |
| Franz-Wittmann-Gasse 33 (Standort)                                                        | Katholische Spital- und Friedhofskirche St. Kunigund | Saalbau mit eingezogenem Chor und Dachreiter, 1775/76 von Ulrich Förtsch; mit Ausstattung | D-4-72-179-11           | weitere Bilder           |
| Franz-Wittmann-Gasse 35 (Standort)                                                        | Elisabethenspital                                    | Zweigeschossiger Walmdachbau auf hohem Sockel, Mittelrisalit mit gerahmten Portal, genutete Ecklisenen, 1751–53, von Johann Jakob Michael Küchel | D-4-72-179-12           | weitere Bilder           |
| Gartenstraße 1 (Standort)                                                                 | Bildstock                                            | Kalksteinpfeiler mit Aufsatz und vier Bildnischen, 17. Jahrhundert | D-4-72-179-59           | BW                       |
| Hauptstraße 2 (Standort)                                                                  | Einfriedung                                          | Mauer mit neubarockem Portal und Heiligenfigur sowie Torpfeiler mit Kugelbekrönung, erstes Viertel 20. Jahrhundert | D-4-72-179-104          | weitere Bilder           |
| Hauptstraße 2 (Standort)                                                                  | Gartenhaus                                           | Eingeschossiger Zeltdachbau, erstes Viertel 20. Jahrhundert | D-4-72-179-104          | weitere Bilder           |
| Hauptstraße 4 (Standort)                                                                  | Nebengebäude                                         | Ein- und zweigeschossiger Walm- und Satteldachbau auf Hakengrundriss, erstes Viertel 20. Jahrhundert | D-4-72-179-104          | weitere Bilder           |
| Hauptstraße 5 (Standort)                                                                  | Wohnhaus                                             | Zweigeschossiger, giebelständiger Satteldachbau, Obergeschoss und Giebel Fachwerk verputzt, erste Hälfte 19. Jahrhundert | D-4-72-179-14           | weitere Bilder           |
| Hauptstraße 6 (Standort)                                                                  | Wohnhaus                                             | Zweigeschossiger, giebelständiger Satteldachbau, 18. Jahrhundert, überdachter Treppenvorbau auf zwei Säulen, erstes Viertel 20. Jahrhundert | D-4-72-179-104          | weitere Bilder           |
| Hauptstraße 8 (Standort)                                                                  | Wohnhaus                                             | Zweigeschossiger, giebelständiger Satteldachbau, Fachwerkobergeschoss verputzt, barockes Türgewände, bezeichnet „1798“ | D-4-72-179-17           | weitere Bilder           |
| Hauptstraße 13 (Standort)                                                                 | Hausfigur Heiliger Georg                             | Erste Hälfte 19. Jahrhundert | D-4-72-179-18           | Hausfigur Heiliger Georg |
| Hauptstraße 15 (Standort)                                                                 | Wohnhaus                                             | Zweigeschossiger, giebelständiger Satteldachbau, Fachwerkobergeschoss, erste Hälfte 19. Jahrhundert | D-4-72-179-19           | weitere Bilder           |
| Hauptstraße 16 (Standort)                                                                 | Wohnhaus                                             | Zweigeschossiger, traufständiger Satteldachbau auf hohem Sockel mit genuteten Ecklisenen, erste Hälfte 19. Jahrhundert | D-4-72-179-20           | weitere Bilder           |
| Hauptstraße 17 (Standort)                                                                 | Wohnhaus                                             | Zweigeschossiger, giebelständiger Satteldachbau, Fachwerkobergeschoss, geschnitzte Rokoko-Türflügel, bezeichnet „1845“ | D-4-72-179-21           | weitere Bilder           |
| Hauptstraße 18 (Standort)                                                                 | Wohnhaus                                             | Zweigeschossiger, giebelständiger Satteldachbau auf hohem Sockel, Obergeschoss Fachwerk, Portal mit Treppe, bezeichnet „1824“ | D-4-72-179-22           | weitere Bilder           |
| Hauptstraße 20 (Standort)                                                                 | Wohnhaus                                             | Zweigeschossiger, giebelständiger Satteldachbau, Obergeschoss und Giebel Fachwerk, erste Hälfte 19. Jahrhundert | D-4-72-179-23           | weitere Bilder           |
| Hauptstraße 21 (Standort)                                                                 | Wohnhaus                                             | Zweigeschossiger, giebelständiger Satteldachbau, Giebel und Fachwerkobergeschoss verputzt, erste Hälfte 19. Jahrhundert | D-4-72-179-24           | weitere Bilder           |
| Hauptstraße 26 (Standort)                                                                 | Wohnhaus                                             | Giebelständiger, zweigeschossiger Satteldachbau, Obergeschoss und Giebel Fachwerk, erste Hälfte 19. Jahrhundert | D-4-72-179-26           | weitere Bilder           |
| Hauptstraße 27 (Standort)                                                                 | Eckhaus                                              | Zweigeschossiger, giebelständiger Halbwalmdachbau, Eckquaderung, bezeichnet „1736“, Fassadengliederung im Giebel erste Hälfte 19. Jahrhundert | D-4-72-179-27           | weitere Bilder           |
| Hauptstraße 28 (Standort)                                                                 | Wohnhaus                                             | Giebelständiger, zweigeschossiger Satteldachbau, Obergeschoss und Giebel Fachwerk, bezeichnet „1858“ | D-4-72-179-28           | weitere Bilder           |
| Hauptstraße 29 (Standort)                                                                 | Wohnhaus                                             | Giebelständiger, zweigeschossiger Satteldachbau, Obergeschoss und Giebel Fachwerk, Ecklisenen, erste Hälfte 19. Jahrhundert | D-4-72-179-29           | weitere Bilder           |
| Hauptstraße 30 (Standort)                                                                 | Wohnhaus                                             | Giebelständiger, zweigeschossiger Satteldachbau, um 1800 | D-4-72-179-30           | BW                       |
| Hauptstraße 31 (Standort)                                                                 | Wohnhaus                                             | Giebelständiger, zweigeschossiger Satteldachbau, Obergeschoss und Giebel Fachwerk, um 1800 | D-4-72-179-31           | weitere Bilder           |
| Hauptstraße 33 (Standort)                                                                 | Wohnhaus                                             | Giebelständiger, zweigeschossiger Satteldachbau, Fachwerkobergeschoss verputzt, erste Hälfte 19. Jahrhundert | D-4-72-179-33           | weitere Bilder           |
| Hauptstraße 35 (Standort)                                                                 | Wohnhaus                                             | Giebelständiger, zweigeschossiger Satteldachbau, Fachwerkobergeschoss verputzt, erste Hälfte 19. Jahrhundert | D-4-72-179-35           | weitere Bilder           |
| Hauptstraße 36 (Standort)                                                                 | Wohnhaus                                             | Zweigeschossiger, giebelständiger Satteldachbau, Obergeschoss und Giebel Fachwerk, Mitte 18. Jahrhundert | D-4-72-179-36           | weitere Bilder           |
| Hauptstraße 38 (Standort)                                                                 | Wohnhaus                                             | Giebelständiger, zweigeschossiger Satteldachbau, Giebel und Obergeschoss Fachwerk, barockes Portal, bezeichnet „1737“; schmiedeeiserner Ausleger | D-4-72-179-37           | weitere Bilder           |
| Hauptstraße 40 (Standort)                                                                 | Wohnhaus                                             | Zweigeschossiger Satteldachbau, Fachwerkobergeschoss, Portal, bezeichnet „1824“ | D-4-72-179-38           | weitere Bilder           |
| Hauptstraße 41 (Standort)                                                                 | Wohnhaus                                             | Giebelständiger, zweigeschossiger Satteldachbau, Obergeschoss und Giebel Fachwerk, um 1800 | D-4-72-179-39           | weitere Bilder           |
| Hauptstraße 51 (Standort)                                                                 | Ehemalige Mühle                                      | Sogenannte Kohlmühle, zweigeschossiger Wohnteil, Obergeschoss Zierfachwerk, bezeichnet 1718 | D-4-72-179-41           | weitere Bilder           |
| Hauptstraße 51 (Standort)                                                                 | Wehranlage                                           | 18. Jahrhundert | D-4-72-179-41 zugehörig | weitere Bilder           |
| Kirchplatz 1 (Standort)                                                                   | Katholische Pfarrkirche St. Bartholomäus             | Zweischiffige Halle mit eingezogenem Chor und Chorflankenturm, Chor erste Hälfte 14. Jahrhundert, Langhaus 1380–1430, Langhauswölbung 1493, Turmobergeschosse 1690 und 1725, die Zwiebelhaube 1798; mit Ausstattung; Christus am Ölberg, Skulpturengruppe in einer Nische an der Nordseite, 1500–1510 | D-4-72-179-42           | weitere Bilder           |
| Kirchplatz 2 (Standort)                                                                   | Ehemaliges Mesnerhaus                                | Klassizistischer, zweigeschossiger Satteldachbau mit Gurtgesims und Dreiecksgiebel, zweite Hälfte 18. Jahrhundert | D-4-72-179-45           | weitere Bilder           |
| Kirchplatz 4 (Standort)                                                                   | Pfarrhaus                                            | Zweigeschossiger Walmdachbau auf hohem Sockelgeschoss, Architekturmalerei, 1738 von Johann Michael Küchel | D-4-72-179-44           | weitere Bilder           |
| Kirchplatz 6, 8 (Standort)                                                                | Ehemaliges Kantorat                                  | Giebelständiger, zweigeschossiger Satteldachbau, Giebel Fachwerk, erste Hälfte 19. Jahrhundert | D-4-72-179-43           | weitere Bilder           |
| Kreuzleite (Standort)                                                                     | Kreuzbergkapelle                                     | Satteldachbau mit korbbogiger Nische, 1725, mit Kreuzigungsgruppe, bezeichnet „1688“ | D-4-72-179-56           | BW                       |
| Kreuzleite (Standort)                                                                     | Sogenannte Geleitstraße                              | Brems- und Wagenspuren, in den Fels eingehauene Fahrspuren, mittelalterlich | D-4-72-179-62           | BW                       |
| Löhrgäßchen 3 (Standort)                                                                  | Ehemalige Schmiede                                   | Wohnhaus, eingeschossiger, traufständiger Satteldachbau, über hohem Gewölbekeller, Freitreppe, Fachwerk verputzt, Bohlenbalkendecke; 17. Jahrhundert | D-4-72-179-106          | weitere Bilder           |
| Löhrgäßchen 5 (Standort)                                                                  | Scheune                                              | Zweigeschossiger Satteldachbau mit Fachwerkobergeschoss, 1914 für den Brauereibesitzer Georg Mager errichtet, von Frühjahr 1943 bis Kriegsende 1945 Außenlager des KZ Flossenbürg | D-4-72-179-108          | weitere Bilder           |
| Malerwinkel 3 (Standort)                                                                  | Ehemaliges Rathaus, heute Bürgerhaus                 | Zweigeschossiger Mansardwalmdachbau mit Dachreiter, erstes Viertel 19. Jahrhundert | D-4-72-179-124          | weitere Bilder           |
| Malerwinkel 6 (Standort)                                                                  | Wohnhaus                                             | Giebelständiger, zweigeschossiger Satteldachbau, verputztes Fachwerkobergeschoss, um 1800 | D-4-72-179-46           | weitere Bilder           |
| Mariental 10 (Standort)                                                                   | Wohnhaus                                             | Zweigeschossiger Walmdachbau mit Ecklisenen, zweite Hälfte 18. Jahrhundert | D-4-72-179-47           | weitere Bilder           |
| Marktplatz 1 (Standort)                                                                   | Eckhaus                                              | Zweigeschossiger Satteldachbau, Obergeschoss und Giebel Fachwerk, erstes Viertel 19. Jahrhundert | D-4-72-179-48           | weitere Bilder           |
| Marktplatz 2 (Standort)                                                                   | Eckhaus                                              | Giebelständiger, zweigeschossiger Satteldachbau, Obergeschoss und Giebel Fachwerk, bezeichnet „1736“, schmiedeeiserner Ausleger, 18./19. Jahrhundert | D-4-72-179-49           | weitere Bilder           |
| Marktplatz 4 (Standort)                                                                   | Eckhaus                                              | Wohnhaus, zweigeschossiger Walmdachbau, bezeichnet „1824“ | D-4-72-179-50           | weitere Bilder           |
| Nürnberger Straße 5 (Standort)                                                            | Weihersmühle                                         | Zweigeschossiger, traufständiger Satteldachbau, Giebel Fachwerk, Fachwerkobergeschoss verputzt, bezeichnet „1767“ | D-4-72-179-52           | BW                       |
| Nürnberger Straße 6 (Standort)                                                            | Wohnhaus                                             | Zweigeschossiger, giebelständiger Satteldachbau, bezeichnet „1848“ | D-4-72-179-53           | weitere Bilder           |
| Pegnitzer Straße 35 (Standort)                                                            | Felsenbad                                            | Eingeschossige Anlage mit zweigeschossigem, oktogonalem Pavillon, Arkaden, Umkleiden, Terrassen und Mauer, 1923–26 von Hermann Buchert, München; Gelände des Freibades um das Becken mit Terrassen | D-4-72-179-105          | weitere Bilder           |

### Elbersberg
| Lage                                                        | Objekt                                    | Beschreibung | Akten-Nr.      | Bild           |
| ----------------------------------------------------------- | ----------------------------------------- | --- | -------------- | -------------- |
| Jakobusstraße 16 (Standort)                                 | Katholische Pfarrkirche St. Jakobus Maior | Klassizistischer Saalbau mit oktogonalem Chorturm, Sandsteinquaderbau mit Lisenengliederung, 1833–35 nach Plänen von Joseph Schierlinger unter Mitwirkung Leo von Klenzes; mit Ausstattung          | D-4-72-179-63  | weitere Bilder |
| Untere Dorfstraße 4 (Standort)                              | Flurkreuz                                 | Aufwendiges, gusseisernes Kruzifix auf profiliertem Muschelkalksockel, bezeichnet „1874“ | D-4-72-179-118 | BW             |
| an der alten Straße von Pottenstein nach Pegnitz (Standort) | Feldkapelle                               | Massivbau mit Zeltdach, bezeichnet „1798“ | D-4-72-179-64  | weitere Bilder |
| Otzelsberg; Wolfslohe (Standort)                            | Flurkreuz                                 | Sandsteinsockel mit gusseisernem Kruzifix, bezeichnet „1881“ | D-4-72-179-67  | BW             |
| Sassensteig (Standort)                                      | Flurkreuz                                 | Kalksteinsockel, gusseisernes Kruzifix, erste Hälfte 19. Jahrhundert | D-4-72-179-66  | Flurkreuz      |
| Wolfsloch (Standort)                                        | Steinmarter                               | Steinsäule mit laternenförmigem Aufsatz, in den Nischen gemalte Heiligenbilder, 19. Jahrhundert | D-4-72-179-65  | BW             |
| Winterleite (Standort)                                      | Bildsäule                                 | geschwellter, monolithischer Vierkantpfeiler auf profilierter Basis mit Bildhäuschen und bekrönendem Metallkreuz, bez. „LS“ und „ASA“, Kalkstein, wohl 19. Jh.; ca. 450 m südwestlich von Wannberg. | D-4-72-179-148 | weitere Bilder |

### Geusmanns
| Lage | Objekt       | Beschreibung                                                          | Akten-Nr.     | Bild |
| --- | ------------ | --------------------------------------------------------------------- | ------------- | --- |
| Alte Straße von Pottenstein nach Pegnitz; Schulfelder (zwischen Geusmanns und Neu-Geusmanns) (Standort) | Bildhäuschen | Kleiner Satteldachbau mit Figurennische, erste Hälfte 19. Jahrhundert | D-4-72-175-79 | [[Vorlage:Bilderwunsch/code!/C:49.75333,11.46164!/D:Alte Straße von Pottenstein nach Pegnitz; Schulfelder (zwischen Geusmanns und Neu-Geusmanns), Bildhäuschen!/\|BW]] |

### Haselbrunn
| Lage                     | Objekt                                | Beschreibung                                                                                               | Akten-Nr.      | Bild           |
| ------------------------ | ------------------------------------- | --- | -------------- | -------------- |
| In Haselbrunn (Standort) | Katholische Kapelle                   | Satteldachbau mit dreiseitigem Chorschluss, Dachreiter mit Zwiebelhaube und Laterne, 1903; mit Ausstattung | D-4-72-179-123 | weitere Bilder |
| Rubenau (Standort)       | Bildstock                             | Tuffsteinstele mit vierseitigem Aufsatz, bezeichnet „1757“                                                 | D-4-72-179-68  | weitere Bilder |
| St 2163 (Standort)       | Kreuzstein, sogenanntes Schusterkreuz | Kalkstein mit reliefiertem Kreuz, darin Fußabdruck mit Kreuz, 17. Jahrhundert                              | D-4-72-179-61  | BW             |

### Haßlach
| Lage                  | Objekt                                                                 | Beschreibung                                                                                | Akten-Nr.      | Bild    |
| --------------------- | ---------------------------------------------------------------------- | ------------------------------------------------------------------------------------------- | -------------- | ------- |
| Bäumig (Standort)     | Flurgrenzstein, bezeichnet die Grenze zwischen Haßlach und Rackersberg | Tuffstein, 19. Jahrhundert                                                                  | D-4-72-179-122 | BW      |
| Geheu (Standort)      | Kreuzstein                                                             | Mit Kreuzrelief, Kalkstein, mittelalterlich                                                 | D-4-72-179-70  | BW      |
| In Haßlach (Standort) | Kapelle                                                                | Massivbau mit Satteldach und Dachreiter erste Hälfte 19. Jahrhundert; mit Barockausstattung | D-4-72-179-69  | Kapelle |

### Hohenmirsberg
| Lage                        | Objekt                             | Beschreibung | Akten-Nr.     | Bild           |
| --------------------------- | ---------------------------------- | --- | ------------- | -------------- |
| Hohenmirsberg 4 (Standort)  | Pieta                              | Erste Hälfte 18. Jahrhundert | D-4-72-179-72 | BW             |
| Hohenmirsberg 9 (Standort)  | Pfarrhaus                          | Zweigeschossiger Walmdachbau in Hanglage mit Ecklisenen, 1797–98 von Lorenz Fink                                                    | D-4-72-179-73 | weitere Bilder |
| Hohenmirsberg 47 (Standort) | Katholische Pfarrkirche St. Martin | Saalbau mit eingezogenem, dreiseitig geschlossenem Chor und Südturm, Turmuntergeschosse spätgotisch, sonst 1720–22; mit Ausstattung | D-4-72-179-71 | weitere Bilder |
| Hohenmirsberg 52 (Standort) | Bildstock, sogenannter Bilderbaum  | Gößweinsteiner Gnadenbild an Holzstamm befestigt, Holzrelief, 18. Jahrhundert                                                       | D-4-72-179-74 | BW             |
| Langer Steig (Standort)     | Wegkreuz                           | Stele mit gusseisernem Kruzifix, bezeichnet „1897“                                                                                  | D-4-72-179-76 | BW             |
| St 2163 (Standort)          | Bildstock                          | Säule mit Aufsatz und kleinem Kruzifix, 18. Jahrhundert                                                                             | D-4-72-179-75 | BW             |

### Kirchenbirkig
| Lage                                | Objekt                                          | Beschreibung | Akten-Nr.     | Bild           |
| ----------------------------------- | ----------------------------------------------- | --- | ------------- | -------------- |
| Gewirräcker; Oberes Holz (Standort) | Bildstock                                       | Pfeiler mit Aufsatz, Kalkstein, 19. Jahrhundert | D-4-72-179-80 | BW             |
| Rotensteinäcker (Standort)          | Kapelle                                         | Massivbau mit Walmdach, kreuzgewölbt, um 1780 | D-4-72-179-79 | BW             |
| Sankt-Johannes-Straße 30 (Standort) | Katholische Pfarrkirche St. Johannes der Täufer | Saalbau mit eingezogenem Chor und Dachreiter, Chor und östlicher Teil des Langhauses 15. Jahrhundert, Erweiterungsbau im Westen 1936; mit Ausstattung | D-4-72-179-78 | weitere Bilder |
| Sankt-Johannes-Straße 52 (Standort) | Holzkreuz mit Leidenswerkzeugen Christi         | Wohl 19. Jahrhundert | D-4-72-179-77 | BW             |

### Kühlenfels
| Lage                                                       | Objekt                                           | Beschreibung | Akten-Nr.     | Bild           |
| ---------------------------------------------------------- | ------------------------------------------------ | --- | ------------- | -------------- |
| Zum Schloss 22 (Standort)                                  | Katholische Filialkirche St. Matthäus und Erhard | Saalbau mit abgeteiltem Chor und Ostturm, Turmuntergeschoss 13./14. Jahrhundert, Langhaus 1747–48, Architekturmalerei; mit Ausstattung | D-4-72-179-81 | weitere Bilder |
| Zum Schloss 23; Nähe Zum Schloss; Schlossgarten (Standort) | Schloss                                          | Zweigeschossiges Hauptgebäude mit Walmdach und Mittelrisalit, 1798–99, über älterem Kern, westlich anschließend Turm mit Spitzhelm, im Kern mittelalterlich; Torbau, zweigeschossiger Schopfwalmdachbau, 1798–99 sowie im Kern mittelalterlicher Turm mit Spitzhelm; Umfassungsmauer, mittelalterlich, im Kern mittelalterlich | D-4-72-179-82 | weitere Bilder |
| Zum Schloss 24 (Standort)                                  | Wohnhaus                                         | Zweigeschossiger Satteldachbau, Obergeschoss teilweise Fachwerk, bezeichnet „1790“ | D-4-72-179-82 | Wohnhaus       |

### Leienfels
| Lage                                | Objekt              | Beschreibung | Akten-Nr.      | Bild                |
| ----------------------------------- | ------------------- | --- | -------------- | ------------------- |
| Leutsköpfe; Äußere Hecke (Standort) | Drei Grenzsteine    | sogenannte Fraischgrenzsteine, mit Wappen des Bischofs Johann Philipp von Gebsattel und der Reichsstadt Nürnberg, Sandstein, bezeichnet 1607                                                      | D-4-72-179-145 | BW                  |
| In Leienfels (Standort)             | Katholische Kapelle | Walmdachbau mit Dachreiter, neugotisch, 1904; mit Ausstattung | D-4-72-179-115 | Katholische Kapelle |
| Leienfels 7 (Standort)              | Forsthaus           | Eingeschossiges Satteldachhaus, Sichtziegelmauerwerk, 1896; ehemaliges Backhaus, eingeschossiger Satteldachbau, 1896; Scheune, Satteldachbau mit Fachwerk, eine Seite massiv, 18./19. Jahrhundert | D-4-72-179-111 | BW                  |
| Schloßberg (Standort)               | Burgruine Leienfels | Ehemals nahezu dreieckige Anlage, Reste der Umfassungsmauer und des Hauptgebäudes mit Eckturm, im Kern 14. Jahrhundert; Mauer der ehemaligen Vorburg, 14. Jahrhundert                             | D-4-72-179-83  | weitere Bilder      |

### Mandlau
| Lage                 | Objekt        | Beschreibung                                                                                                  | Akten-Nr.     | Bild           |
| -------------------- | ------------- | --- | ------------- | -------------- |
| Mandlau 5 (Standort) | Wohnstallhaus | Eingeschossiger Satteldachbau mit reichem Fachwerkgiebel, bezeichnet „1792“, 1910 zum Frackdachhaus verändert | D-4-72-179-85 | weitere Bilder |

### Prüllsbirkig
| Lage                       | Objekt      | Beschreibung | Akten-Nr.     | Bild |
| -------------------------- | ----------- | --- | ------------- | ---- |
| In Prüllsbirkig (Standort) | Ziehbrunnen | Runde Brunnenfassung mit Brunnenhäuschen, Walmdach mit Dachreiter und Laterne, Kalksteinpfeiler, bezeichnet „1783“ | D-4-72-179-86 | BW   |

### Püttlach
| Lage                   | Objekt        | Beschreibung | Akten-Nr.      | Bild |
| ---------------------- | ------------- | --- | -------------- | ---- |
| Püttlach 13 (Standort) | Wohnstallhaus | zweigeschossiger Sattelchachbau, Erdgeschoss massiv, Obergeschoss Sichtfachwerk, spätes 19. Jahrhundert, Erdgeschoss älter; Dorfkreuz, um 1900 | D-4-72-179-147 | BW   |

### Rackersberg
| Lage                      | Objekt  | Beschreibung                                                                 | Akten-Nr.      | Bild    |
| ------------------------- | ------- | ---------------------------------------------------------------------------- | -------------- | ------- |
| In Rackersberg (Standort) | Kapelle | Satteldachbau mit dreiseitigem Schluss und Dachreiter, 1895; mit Ausstattung | D-4-72-179-107 | Kapelle |

### Regenthal
| Lage                                                               | Objekt                                    | Beschreibung                              | Akten-Nr.      | Bild                                      |
| ------------------------------------------------------------------ | ----------------------------------------- | ----------------------------------------- | -------------- | ----------------------------------------- |
| Weinstraße 7 (Standort)                                            | Kapelle                                   | Massivbau mit Satteldach, 19. Jahrhundert | D-4-72-179-89  | BW                                        |
| Ziegeleistraße 21 (Standort)                                       | Wegkapelle                                | Mit Satteldach, 19. Jahrhundert           | D-4-72-179-88  | BW                                        |
| Straßacker (an der Straße von Kleingesee nach Soranger) (Standort) | Sandsteinsockel mit gusseisernem Kruzifix | 1905                                      | D-4-72-179-113 | Sandsteinsockel mit gusseisernem Kruzifix |

### Siegmannsbrunn
| Lage                        | Objekt        | Beschreibung | Akten-Nr.     | Bild |
| --------------------------- | ------------- | --- | ------------- | ---- |
| Siegmannsbrunn 3 (Standort) | Wohnstallhaus | Eingeschossiger Halbwalmdachbau, verputzt, bezeichnet „1820“ Backhaus, Massivbau mit Satteldach, Bruchstein, 1820 | D-4-72-179-90 | BW   |
| Siegmannsbrunn 4 (Standort) | Backhaus      | Satteldachbau, im rückwärtigen Giebel Fachwerk, 18. Jahrhundert                                                   | D-4-72-179-91 | BW   |

### Steifling
| Lage                    | Objekt      | Beschreibung                                                                                                   | Akten-Nr.     | Bild |
| ----------------------- | ----------- | --- | ------------- | ---- |
| Hoher Stein (Standort)  | Wegkreuz    | Sich verjüngender Schaft auf Sockel, gusseisernes Kreuz, bezeichnet „1861“                                     | D-4-72-179-94 | BW   |
| In Steifling (Standort) | Brunnenhaus | Walmdach mit Dachreiter und Laterne über vier Kalksteinstelen, Brunnenfassung, letztes Viertel 18. Jahrhundert | D-4-72-179-92 | BW   |

### Trägweis
| Lage                  | Objekt  | Beschreibung                                                              | Akten-Nr.     | Bild |
| --------------------- | ------- | ------------------------------------------------------------------------- | ------------- | ---- |
| Trägweis 1 (Standort) | Kapelle | Massivbau mit Satteldach und Dachreiter, bezeichnet 1767; mit Ausstattung | D-4-72-179-95 | BW   |

### Tüchersfeld
| Lage                                                | Objekt                                                                                          | Beschreibung | Akten-Nr.      | Bild           |
| --------------------------------------------------- | ----------------------------------------------------------------------------------------------- | --- | -------------- | -------------- |
| Am Museum 3 (Standort)                              | Wohnhaus                                                                                        | Zweigeschossiger Walmdachbau, Ecklisenen, bezeichnet „1803“ | D-4-72-179-97  | BW             |
| Am Museum 5; Am Museum 7; Nähe Am Museum (Standort) | Ehemaliger Judenhof, an der Stelle der ehemaligen Unteren Burg, heute Fränkische-Schweiz-Museum | Zwei Satteldachhäuser, teils Obergeschoss Fachwerk, 1763, dazwischen Torbogen; eingeschossiger Satteldachbau sowie zweigeschossiger Trakt mit Satteldach, Obergeschoss Fachwerk, 1763; dem Tal zugewendeter zwei- und dreigeschossiger Satteldachbau mit Fachwerkobergeschoss, 1763 (siehe auch: Synagoge (Tüchersfeld)) | D-4-72-179-98  | weitere Bilder |
| Im Tal 1 (Standort)                                 | Ehemalige Mühle                                                                                 | Stattlicher zweigeschossiger Satteldachbau, Obergeschoss Fachwerk, bezeichnet „1763“ | D-4-72-179-96  | weitere Bilder |
| Im Tal 9 (Standort)                                 | Wohnhaus                                                                                        | Zweigeschossiger Satteldachbau, Obergeschoss und Giebel verputztes Fachwerk, Zwerchdach, erste Hälfte 19. Jahrhundert | D-4-72-179-120 | BW             |
| Kohlleite (Standort)                                | Ehemalige Obere Burg                                                                            | Mittelalterlich | D-4-72-179-99  | weitere Bilder |
| Zum Zeckenstein 20 (Standort)                       | Bauernhof                                                                                       | Wohnstallhaus, eingeschossiger Satteldachbau, Zwerchgiebel Fachwerk, erste Hälfte 19. Jahrhundert; Scheune, Satteldachbau, Bruchstein und Fachwerk, erste Hälfte 19. Jahrhundert | D-4-72-179-121 | BW             |

### Waidach
| Lage                               | Objekt                              | Beschreibung                                                                | Akten-Nr.      | Bild |
| ---------------------------------- | ----------------------------------- | --------------------------------------------------------------------------- | -------------- | ---- |
| Waidacher Dorfstraße 45 (Standort) | Katholische Ortskapelle St. Nepomuk | Massivbau mit Glockenreiter und dreiseitigem Chorschluss, bezeichnet „1798“ | D-4-72-179-100 | BW   |
| Waidacher Dorfstraße 47 (Standort) | Ehemaliges Forsthaus                | Zweigeschossiger Walmdachbau, Mitte 18. Jahrhundert                         | D-4-72-179-101 | BW   |

### Wannberg
| Lage                           | Objekt   | Beschreibung                                               | Akten-Nr.      | Bild |
| ------------------------------ | -------- | ---------------------------------------------------------- | -------------- | ---- |
| Reinhüll; Wolfslohe (Standort) | Wegkreuz | Kalksteinsockel mit gusseisernem Kruzifix, 19. Jahrhundert | D-4-72-179-117 | BW   |

### Weidenhüll bei Leienfels
| Lage                     | Objekt        | Beschreibung                                                 | Akten-Nr.      | Bild          |
| ------------------------ | ------------- | ------------------------------------------------------------ | -------------- | ------------- |
| In Weidenhüll (Standort) | Wegkreuz      | Kalksteinsockel mit gusseisernem Kruzifix, bezeichnet „1864“ | D-4-72-179-114 | BW            |
| Weidenhüll 10 (Standort) | Wohnstallhaus | Eingeschossiger Satteldachbau mit Zwerchhaus, wohl 1742      | D-4-72-179-102 | Wohnstallhaus |

### Weidenloh
| Lage                                                  | Objekt | Beschreibung                                                | Akten-Nr.      | Bild  |
| ----------------------------------------------------- | ------ | ----------------------------------------------------------- | -------------- | ----- |
| Bogenkreuz, an der Straße nach Pottenstein (Standort) | Stele  | Mit vierseitigem Aufsatz und Bildnischen, bezeichnet „1768“ | D-4-72-179-103 | Stele |

## Ehemalige Baudenkmäler
In diesem Abschnitt sind Objekte aufgeführt, die früher einmal in der Denkmalliste eingetragen waren, jetzt aber nicht mehr. Objekte, die in anderem Zusammenhang also z. B. als Teil eines Baudenkmals weiter eingetragen sind, sollen hier nicht aufgeführt werden. Aktennummern in diesem Abschnitt sind ehemalige, jetzt nicht mehr gültige Aktennummern.

| Lage                                                        | Objekt      | Beschreibung | Akten-Nr.     | Bild |
| ----------------------------------------------------------- | ----------- | --- | ------------- | ---- |
| Pottenstein Hauptstraße 1 (Standort)                        | Wohnhaus    | Giebelständiger, zweigeschossiger Frackdachbau, ursprünglich eingeschossig, barockes Türgewände mit Türflügeln, bezeichnet „1787“; rückseitig erweitert erste Hälfte 19. Jahrhundert | D-4-72-179-13 | BW   |
| Pottenstein Hauptstraße 6 (Standort)                        | Giebelhaus  | Fachwerkgiebel verputzt, erste Hälfte 19. Jahrhundert | D-4-72-179-15 | BW   |
| Pottenstein Hauptstraße 32 (Standort)                       | Wohnhaus    | Giebelständiger, zweigeschossiger Satteldachbau, um 1800 | D-4-72-179-32 | BW   |
| Pottenstein Kreuzleite, am Kreuzweg zur Kreuzbergkapelle () | Walmdachbau | Kreuztragender Christus in einer Nische, Ende 17. Jahrhundert | D-4-72-179-57 |      |